# Wing Coaster
Ein Wing Coaster (englisch Flügelachterbahn) ist ein Achterbahntyp des Herstellers Bolliger & Mabillard, bei dem die Fahrgäste jeweils zu zweit links und rechts der Schiene sitzen, sodass sich über und unter ihnen nichts befindet. Mit Raptor im italienischen Gardaland wurde im Jahr 2011 die erste Anlage dieses Typs eröffnet. Momentan sind weltweit 17 Wing Coaster in Betrieb.

## Geschichte
Nach Aussagen von Walter Bolliger, Mitbegründer von Bolliger & Mabillard, begann die Entwicklung des Wing Coasters zwischen den Jahren 2007 und 2008. Im Jahr 2010 kündigte das Unternehmen den Prototyp im zur Merlin Entertainments Group gehörenden Gardaland an. Die Raptor getaufte Anlage wurde am 1. April 2011 eröffnet. Aufgrund der guten Erfahrungen nahm die Gruppe ein Jahr später, am 15. März 2012, mit The Swarm den weltweit zweiten Wing Coaster in Betrieb.
Der erste Wing Coaster in Nordamerika war Wild Eagle, der am 24. März 2012 in Dollywood eröffnet wurde. Am 13. August kündigte Cedar Point einen Wing Coaster an, der bezüglich Länge, Geschwindigkeit und Höhe neue Rekorde für diesen Achterbahntyp setzen sollte. Die Bahn wurde am 11. März 2013 unter dem Namen GateKeeper eröffnet. Mit Parrot Coaster im Chime-Long Ocean Kingdom ist im Januar 2014 der erste Wing Coaster auf asiatischem Boden in Betrieb gegangen. Die Merlin Entertainments Group hat am 29. März 2014 mit Flug der Dämonen im Heide Park Resort die erste Achterbahn dieses Typs in Deutschland eröffnet. Am 25. April 2015 wurde in der US-amerikanischen Holiday World der Wing Coaster Thunderbird eröffnet, bei dem es sich um die erste Achterbahn des Herstellers mit LSM-Launch handelt.

## Besonderheiten
„Nothing above, nothing below. An unprecedented feeling of freedom.“

„Nichts oberhalb, nichts unterhalb. Ein beispielloses Gefühl von Freiheit.“

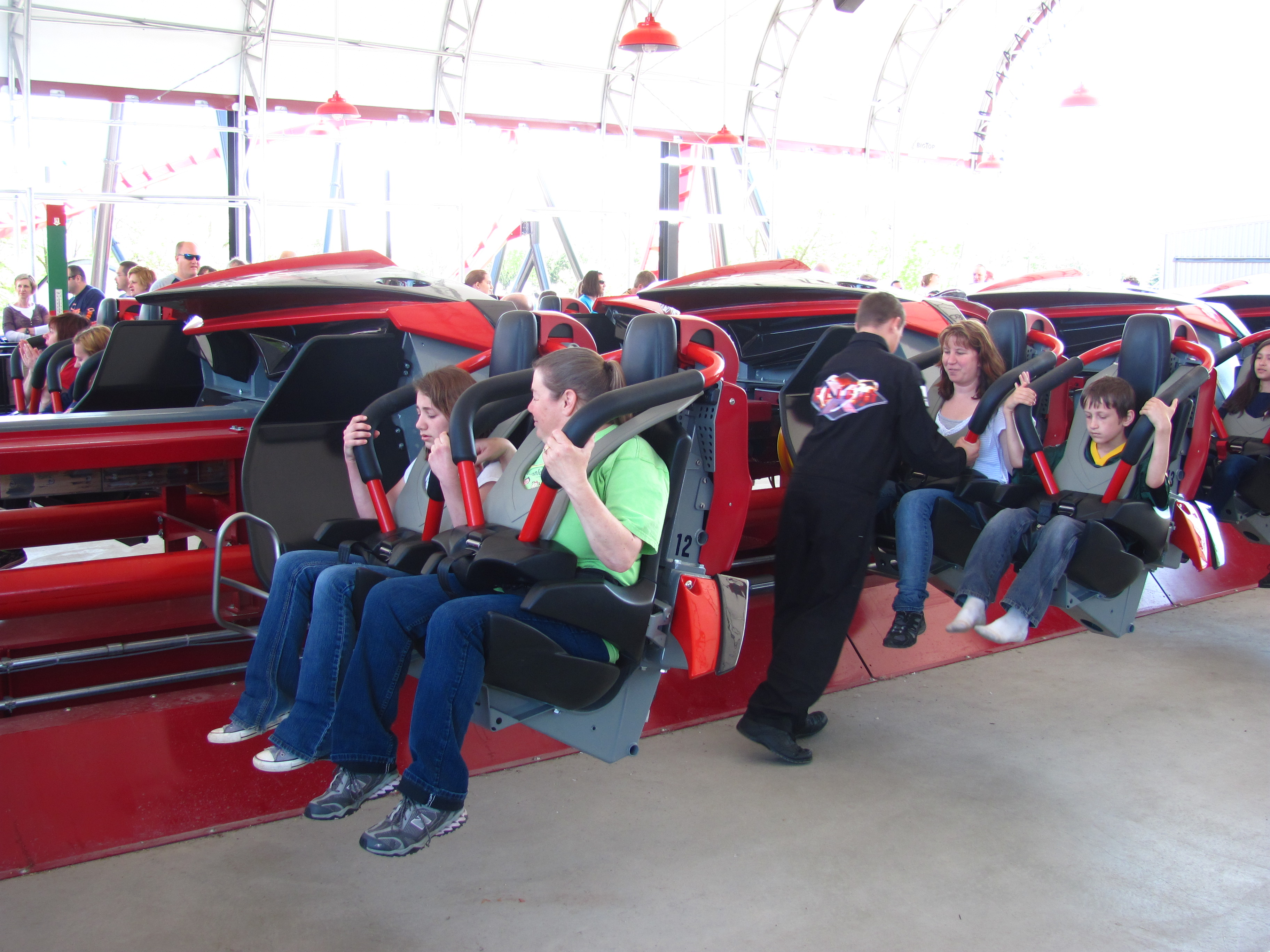
Die Sitze von X-Flight. Erkennbar sind die Schoßbügel mit integrierten „Westen“

Die Sitzposition bei einem Wing Coaster unterscheidet sich von den meisten Achterbahnen in der Hinsicht, dass die Fahrgäste nicht über oder unter der Schiene sitzen, sondern seitlich von ihr. Dieser Sitzposition geschuldet befinden sich weder über noch unter den Fahrgästen irgendwelche Teile der Schienenkonstruktion, sodass bei den Passagieren das Gefühl des „freien Fliegens“ aufkommen soll. Die Kragträger, an denen die Sitzplätze befestigt sind, werden von einer zur Thematisierung der jeweiligen Bahn passenden Verkleidung verdeckt. Das Rückhaltesystem unterscheidet sich auch von vielen anderen Achterbahnen: Statt eines aus den Inverted Coastern des Herstellers bekannten Schulterbügels kommen, ähnlich dem Rückhaltesystem eines Flying Coasters, Schoßbügel mit einer integrierten „Weste“ zum Einsatz, die sich über den Oberkörper der Fahrgäste erstreckt. Auch beim Aufbau der Station gibt es Besonderheiten: Da sich die Sitzplätze auf beiden Seiten neben der Schiene befinden, muss die Warteschlange in zwei Teile aufgeteilt und links bzw. rechts der Schiene geführt werden.
Als häufiges Element bei Wing Coastern ist ein sogenanntes „Keyhole-Element“ anzutreffen. Hierbei handelt es sich um eine Kombination aus Head- und Footchopper, die durch ein sich um die Schiene befindendes Objekt realisiert wird, durch das der Zug nur knapp hindurch zu passen scheint. So soll bei den Fahrgästen das Gefühl einer nahenden Kollision hervorgerufen werden.

## Standorte
| Name                            | Park                            | Land                   | Eröffnung         | Geschwindigkeit |
| ------------------------------- | ------------------------------- | ---------------------- | ----------------- | --------------- |
| Raptor                          | Gardaland                       | Italien                | 1. April 2011     | 90 km/h         |
| The Swarm                       | Thorpe Park                     | Vereinigtes Königreich | 15. März 2012     | 92 km/h         |
| Wild Eagle                      | Dollywood                       | Vereinigte Staaten     | 24. März 2012     | 98 km/h         |
| X-Flight                        | Six Flags Great America         | Vereinigte Staaten     | 16. Mai 2012      | 89 km/h         |
| GateKeeper                      | Cedar Point                     | Vereinigte Staaten     | 11. Mai 2013      | 107 km/h        |
| Parrot Coaster / 鹦鹉过山车     | Chimelong Ocean Kingdom         | Volksrepublik China    | 25. Januar 2014   | 108 km/h        |
| Flug der Dämonen                | Heide Park Resort               | Deutschland            | 29. März 2014     | 100 km/h        |
| Thunderbird                     | Holiday World                   | Vereinigte Staaten     | 25. April 2015    | 97 km/h         |
| Flying Wing Coaster / 翼飞冲天  | Happy Valley (Chongqing)        | Volksrepublik China    | 8. Juli 2017      |                 |
| Wing Coaster / 雪鹰宽翼过山车   | Colourful Yunnan Paradise       | Volksrepublik China    | 5. Juli 2018      |                 |
| Fēnix                           | Toverland                       | Niederlande            | 7. Jul 2018       | 95 km/h         |
| Heaven’s Wing / 天威翼          | HB World                        | Volksrepublik China    | 2018              |                 |
| Falcon / 雄鹰飞翔               | Wuxi Sunac Land                 | Volksrepublik China    | 29. Juni 2019     | 118 km/h        |
| Forest Predator / 掠食者        | Happy Valley                    | Volksrepublik China    | 11. November 2020 |                 |
| DaVinci Ride / 达芬奇飞翔       | Fantasy Valley                  | Volksrepublik China    | 29. April 2022    | 55 km/h         |
| Maximus – Der Flug des Wächters | Legoland Deutschland            | Deutschland            | 25. März 2023     | 54 km/h         |
| Mandrill Mayhem                 | Chessington World of Adventures | Vereinigtes Königreich | 15. Mai 2023      | 72 km/h         |
| Rapterra                        | Kings Dominion                  | Vereinigte Staaten     | 2025 (im Bau)     | 105 km/h        |

## Ähnliche Fahrgeschäfte

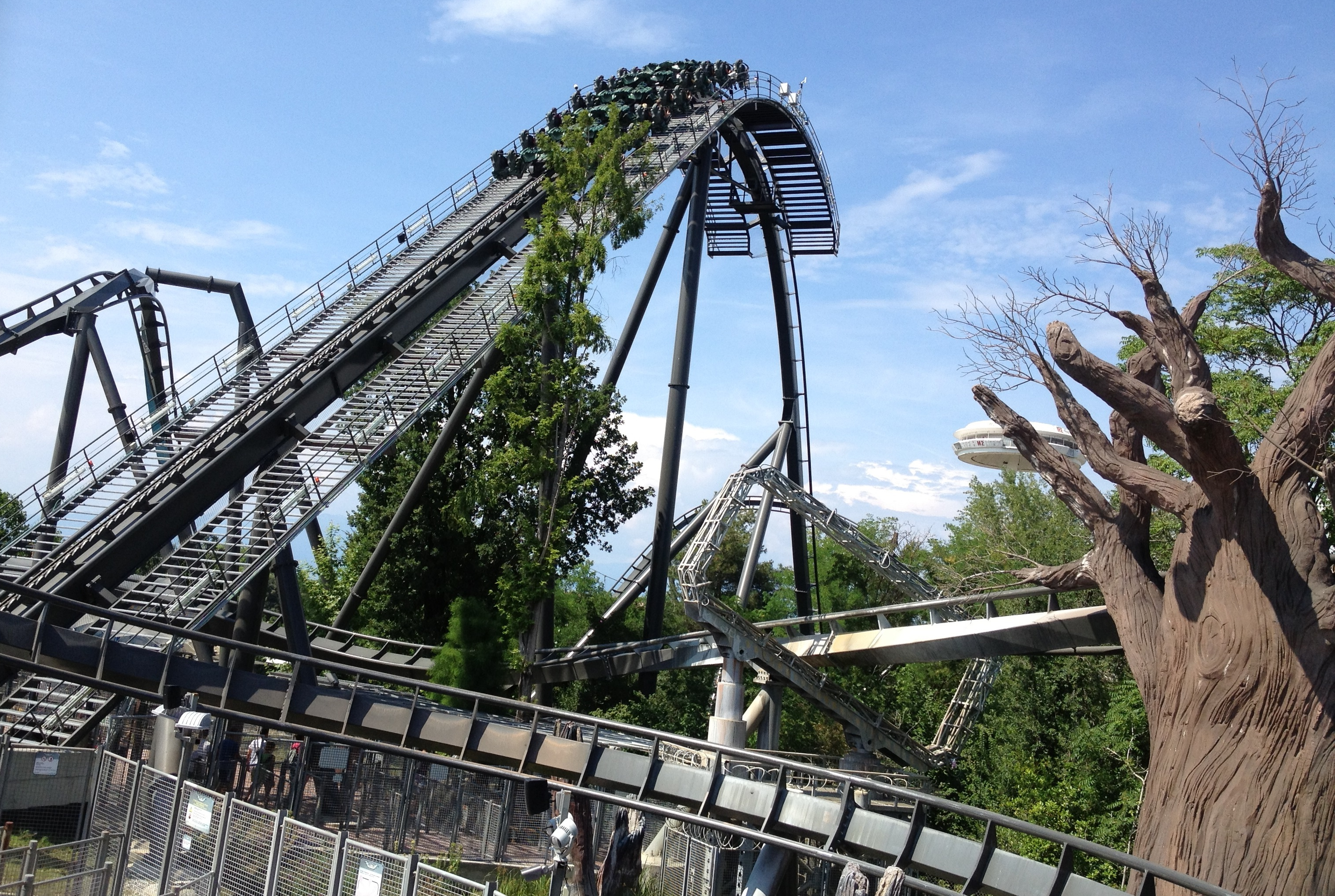
Der Zug von Raptor auf dem Lifthill. Unten rechts ist das Keyhole-Element zu sehen.

Noch bevor die Entwicklung des Wing Coasters von Bolliger & Mabillard begonnen hatte, präsentierte Intamin im Jahr 2007 eine Wing Rider Coaster genannte Variante ihres Launched Coasters mit modifizierten Zügen, die denen von 4th-Dimension-Coastern und den späteren Wing Coastern sehr ähnlich waren. Die bisher einzige Achterbahn dieses Typs ist Furius Baco in PortAventura. Die sechs Reihen zu je vier Personen fassenden Züge werden in 3,5 Sekunden aus dem Stand auf 135 km/h beschleunigt.
Zusätzlich zum Wing Rider Coaster hat Intamin einen ebenfalls Wing Coaster genannten Achterbahntyp im Portfolio, der 2012 mit Skyrush im Hersheypark debütierte. Im Gegensatz zum gleichnamigen Fahrgeschäft von Bolliger & Mabillard befinden sich die Fahrgäste jedoch wie bei vielen anderen Achterbahnen auch über der Schiene. Der Name rührt allein daher, dass sich unter den beiden inneren Sitzplätze jeder Reihe eine Verbindung zur Fahrzeugbasis des Zuges befindet, während die beiden äußeren mittels eines „Flügels“ mit dem Rest des Zuges verbunden sind.
Wing Coaster weisen auch Ähnlichkeiten zu dem in den 1990er Jahren entwickelten 4th-Dimension-Coaster auf. Im Gegensatz zu diesem rotieren die Sitzplätze eines Wing Coasters jedoch nicht – sie sind fest mit dem Fahrzeug verbunden. Beispiele für 4th-Dimension-Coaster sind X² in Six Flags Magic Mountain und Eejanaika im japanischen Fuji-Q Highland.